# Daniel Frank
Daniel Gordon „Dan” Frank (ur. 4 stycznia 1882 w Bostonie, zm. 20 marca 1965) – amerykański lekkoatleta specjalizujący się w skoku w dal, uczestnik letnich igrzysk olimpijskich w Saint Louis (1904), srebrny medalista olimpijski w skoku w dal.

## Sukcesy sportowe
| Rok  | Miasto      | Zawody               | Konkurencja | Wynik         |
| ---- | ----------- | -------------------- | ----------- | ------------- |
| 1904 | Saint Louis | Igrzyska olimpijskie | skok w dal  | srebrny medal |

## Rekordy życiowe
- skok w dal – 7,30 – Nowy Jork 20/08/1904[2]